# Cerea (Creta)
Cerea (in greco antico: Κεραία?) era una città dell'antica Grecia ubicata sull'isola di Creta.

## Storia
Nel corso di una guerra tra Cnosso e Litto, combattuta nel III secolo a.C., all'inizio tutti i Cretesi lottarono contro Litto, ma a seguito di discordanze di vedute, gli abitanti di Cerea, assieme a quelli di Polirrenia, Lappa, Orio e agli Arcadi di Creta si allearono con Litto.
Cerea è menzionata nella lista delle città cretesi che firmarono un'alleanza con Eumene II di Pergamo nel 183 a.C.
Esistone delle monete coniate da Cerea nel periodo 330-270 a.C. sulle quali figura l'iacrizione «ΚΕΡΑΙΤΑΝ».